# 東京湾兵団
東京湾兵団（とうきょうわんへいだん）は、大日本帝国陸軍の兵団の一つ。

## 沿革
大戦末期の1945年（昭和20年）4月、東京湾守備兵団が編成された。同年6月、東京湾兵団に改編され第12方面軍隷下部隊として編成された。本土決戦に備えるため1個師団・2個旅団と東京湾要塞を指揮下に米軍上陸に備えた。

## 基本情報
- 通称号：房集団
- 編成時期：1945年6月19日
- 上級部隊：第1総軍第12方面軍
- 最終位置：館山

## 兵団幹部
- 司令官：大場四平中将(陸士22期：1945年6月15日～終戦）
- 参謀長：水野桂三少将(陸士30期：1945年7月1日～終戦)
- 作戦主任参謀：山内豊秋中佐

## 隷下部隊
- 兵団司令部
- 第354師団（武甲師団、丸山）：山口信一(陸士25期)中将[1]
  - 歩兵第331連隊（溝ノ口）：鈴木文夫大佐
  - 歩兵第332連隊（甲府）：大沢進一大佐
  - 歩兵第333連隊（佐倉）：萩野健雄中佐
  - 第354師団噴進砲隊
  - 第354師団工兵隊
  - 第354師団通信隊
  - 第354師団輜重兵中隊
  - 第354師団野戦病院
- 独立混成第96旅団（幡兵団、東京）：恵藤第四郎少将[1]
  - 独立歩兵第655大隊：大谷武夫少佐
  - 独立歩兵第656大隊
  - 独立歩兵第657大隊
  - 独立歩兵第658大隊
  - 独立歩兵第659大隊
  - 独立歩兵第660大隊
  - 独立混成第96旅団工兵隊
- 独立混成第114旅団（房兵団、長野）：簗瀬真琴少将[1]
  - 独立歩兵第690大隊
  - 独立歩兵第691大隊
  - 独立歩兵第692大隊
  - 独立歩兵第693大隊
  - 独立歩兵第694大隊
  - 独立歩兵第695大隊
  - 独立混成第114旅団砲兵隊
  - 独立混成第114旅団工兵隊
  - 独立混成第114旅団通信隊
- 東京湾要塞司令部：大場四平中将（兼任） 
  - 東京湾要塞重砲兵連隊：黒岩直一大佐
  - 東京湾要塞第1砲兵隊
  - 東京湾要塞第2砲兵隊
  - 東京湾要塞第1工兵隊
  - 東京湾要塞第2工兵隊
  - 東京湾要塞通信隊

其他直轄部隊
- 野戦重砲兵第6大隊
- 迫撃砲第6大隊
- 独立工兵第100大隊（未編成）
- 特設警備第29中隊